# Unión de Campesinos Asturianos
Unión de Campesinos Asturianos es una Organización Profesional Agraria con ámbito de actuación en el Principado de Asturias. Fue creada por varios campesinos con el fin de organizarse para mejorar las condiciones económicas y sociales de los agricultores y ganaderos de Asturias.

## Historia
CONSTITUCIÓN. Se constituyó el sindicato agrario Unión de Campesinos Asturianos, en el marco de la Ley 19/1977 que regulaba el derecho de asociación sindical y el Decreto 873/1977. Los campesinos asturianos, iniciante y promotores de la constitución del sindicato fueron: Teodomiro Balsera Rodríguez (la Borra, Salas), Manuel Pérez Rodríguez (Carcedo, Luarca), Carmen Vinjoy Arias (Robledo, Castropol), Robustiano Fernández Álvarez (Troncedo, Tineo) y Jeromo Nuño López (Hevia, Siero). Mediante el Acta de Constitución se facultó a Jerónimo Nuño López como representante del nuevo sindicato cara a la realización de los trámites necesarios (con el objetivo de depositar los Estatutos Sociales)  y otras gestiones requeridas por la administración provincial o nacional. El Acta fue registrada el día 20 de junio de 1977 a las doce horas en el Ministerio de Relaciones Sindicales.
Hubo un periodo (1977-1987) cuya estructura de organización interna era asamblearia y con un órgano de dirección colegiada denominado "Comisión Permanente Regional".
Políticamente suele situarse próximo al PSOE, siendo su fundador, Honorio Díaz, militante socialista y diputado nacional en los años 1980; y siendo algunos de sus dirigentes militantes socialistas.
Asimismo, en las elecciones municipales de 1979 se presentó en Asturias de forma independiente consiguiendo unos buenos resultados en el occidente donde ganó en Tineo y Salas y, asimismo, llegó a gobernar en Tineo y Cangas del Narcea. En 1983, excepto en Tineo, sus militantes se integraron en el PSOE.

## Trabajo sindical
Esta etapa se caracterizó por reivindicaciones de tipo horizontal, lucha por mejoras estructurales para el campo y sociales para los campesinos.
- Por la mejora de la Seguridad social Agraria.
- Por el desmantelamiento de las llamadas Cámaras Agrarias, y elecciones libres y democráticas en el campo.
- Por un Plan de Electrificación Rural.

## Representación estatal
Desde el principio de su actividad, UCA estuvo integrada en COAG donde jugó un importante papel el sindicalista Javier Arguelles. Esta participación fue decayendo a partir de 1987. A partir del año 1990 y tras el fracaso de la llamada CODEF; UCA, que ya era la principal convocante de las reuniones de los sindicatos de la cornisa cantábrica, comenzó a desarrollar un entorno operativo a través de la llamada Plataforma Agraria Progresista en la que ya participaban varias uniones territoriales de UPA. El hecho de que esta época fuera especialmente convulsa en el sector lechero, con múltiples movilizaciones, añadido a la necesidad cada vez más acuciante de disponer de representación estatal, y de la disconformidad con el modelo organizativo e ideológico con COAG, precipitaron la integración en el 1992 en UPA. Esto conllevaría asumir en buen aparte el modelo sindical de esta organización, así como recibir apoyo logístico de la UGT.

## Organización interna
Desde su creación hasta 1987, estuvo dirigido por la llamada "Comisión Permanente Regional". En ella participaban algunos dirigentes agrarios que habían tenido un papel destacado en la lucha contra la dictadura. Algunos de ellos fueron militantes de partidos de izquierdas, el más conocido fue el Diputado Regional Manuel Pérez por el PSOE
A partir de 1987 (Congreso de Perlora), se adoptó una dirección ejecutiva con una nueva figura de Secretaría General, desde entonces ha habido cinco secretarios generales:

### Juan Manuel Cofiño González
(1987-1988). Nacido en 1957 en Soto de Dueñas (Parres).
Fue el primer Secretario General del sindicato. El cambio de estructura organizativa y sindical, creó importantes tensiones en las bases. No parecía asumirse fácilmente un cambio de esa naturaleza. Algunos dirigentes que habían apoyado el cambio en principio, no quisieron luego comprometerse demasiado con él. Cofiño tenía una posición difícil en la aplicación de cuotas lácteas, dada su condición de Diputado Regional, por lo que también era criticado. Así, en enero de 1988 presentó la dimisión como Secretario General. 
En el corto tiempo que estuvo en el cargo trabajó especialmente en crear una comercializadora de servicios. También colaboró activamente en la creación de una plataforma sindical progresista a nivel nacional denominada CODEF (Confederación de Organizaciones de la Explotación Familiar Agraria), sin que este intento llegara a buen término.
Posteriormente, Cofiño se dedicó a la política ostentando cargos en el PSOE. Fue Diputado regional por este partido y también Consejero de Infraestructuras de gobierno de Antonio Trevín en los años ´90.  Después de un lapso de 20 años trabajando como profesional del derecho, volvió a la política en 2019 como Vicepresidente en el gobierno de Adrián Barbón.

### Juan Manuel Antón Cano
(1988-1995). Nacido en 1960, en Quintana (Valdés).
Sustituyendo a Cofiño, asumió la Secretaría General en funciones Antón, que era el vicesecretario. Era un dirigente joven y con poca experiencia sindical, pues procedía del cooperativismo agrario. A continuación fue convocado un Congreso Extraordinario (Perlora, 1989), que ratificó a Antón como Secretario. 
El principal trabajo que abordó el sindicato fue el impulso al Laboratorio Interprofesional Lechero de Asturias (LILA) del que Antón fue el primer presidente (1991). En este tiempo surgieron importantes desencuentros con el entonces titular de la Consejería de Agricultura, Jesús Cadavieco Hevia.
Este conflicto se extendería a la recién creada Consejería de Medio Ambiente, que se vio por UCA como un ataque directo a las producciones agrarias y una apuesta clara por un medio rural más de servicios que productivo.
En 1990 se recuperan las publicaciones como la revista mensual "Información Rural", que se convierte en el órgano de comunicación del sindicato.
En el Congreso Regional de Perlora, (marzo de 1992) se aprobó la integración en la Unión de Pequeños Agricultores y Ganaderos(UPA). Esto permitió disponer de representación estatal y comunitaria y Antón pasó a representar a esta Organización en las reuniones trimestrales del Comité Consultivo de Carne de Vacuno en Bruselas.
A finales de 1994 Antón deja su actividad en el sector ganadero, por lo que también abandona la actividad sindical. A partir de entonces profesionalmente trabaja en empresas de tecnología, mantiene colaboraciones con medios de comunicación y consultoría sobre políticas relacionadas con el desarrollo rural.

### José Calvo Martínez
(1995-2010), nacido en 1946, L'Ardalí, L.lumés (Cangas del Narcea).
En el Congreso regional celebrado en el Centro Asturiano de Oviedo en febrero de 1995 y sustituyendo a Antón, accedió a la secretaría de UCA José Calvo. Calvo ya era un dirigente con experiencia, pues había sido miembro de todas las ejecutivas anteriores incluso de las Comisiones Permanentes. Está casado con Carmen Rodríguez, creadora y presidenta de la Asociación de Mujeres Campesinas (AMCA)
Recuperadas las elecciones agrarias en el campo asturiano en 1998, a UCA le faltaron escasos votos para ganarlas, cosa que consiguió posteriormente en el año 2002, con un 34% de los votos, ganando de la mano de Calvo. También en ese año y en coalición con ASEAVA, Asaja y la Asociación de Raza Asturiana de la Montaña (Aseamo) consigue ganar las elecciones del Consejo Regulador de la Ternera Asturiana. Asimismo mantiene el liderazgo desde 1993 en el Consejo Regulador de la Faba Asturiana y en el Consejo Regulador de Denominación de Origen "Cabrales". Todos estos resultados permitieron al sindicato validar la representación y el peso específico que se le suponía en el contexto del medio rural asturiano.
José Calvo fue reelegido Secretario General en el VIII CONGRESO DE UCA-UPA ASTURIAS el 14 de diciembre de 2006.

Joaquín López Fernández
 (2010-2015), nacido en (Cangas del Narcea)

 José Ramón García Alba (2015-2021), nacido la Cerezal - Navelgas (Tineo)
 XI Congreso de UCA. En el XI Congreso, además de establecer las líneas estratégicas de la organización para los próximos cuatro años, se procedió a renovar la comisión ejecutiva regional.  Así, resultó elegido secretario general José Ramón García, que sustituye a Joaquín López Fernández, quien continuará en el equipo como secretario ejecutivo. Saturnino Rodríguez es vicesecretario general, Antonio A. López secretario de Organización, Fernando González secretario de Coordinación y desarrollo rural y Florentina T. Tuñón se hará cargo de la secretaría de Igualdad y política social. Como secretarios ejecutivos forman también parte de la comisión ejecutiva Remedios Menéndez, Arturo Gancedo, Ana Rosa Rozada, Amalio Fernández, Edita González, Ana María Álvarez, Rosa María Nicieza, José Calvo y Joaquín López López.
XI Congreso de UCA. (26 de junio de 2021). Reelegido  José Ramón García Alba de Tineo.